# Murucutuca-ocelada
A murucutuca-ocelada (Myrichthys ocellatus) é uma enguia da família das falsas-moreias, também conhecida como mutuca, mututuca ou muriongo.  É uma enguia marinha tropical encontrada no Oceano Atlântico, incluindo Bermudas, sul da Flórida, Bahamas e chegando ao sul até Santa Catarina, no Brasil.  Habita a uma profundidade máxima de 15 metros, em recifes rochosos e de corais . Os machos podem atingir um comprimento total de até 110 centímetros.
A espécie foi descrita formalmente por Charles Alexandre Lesueur em 1825, originalmente sob o gênero Muraenophis. Como é comum com outras as enguias, ela procura comida principalmente durante a noite; sua dieta consiste em caranguejos, estomatópodes e equinodermos.

## Aquarismo
A murucutuca-ocelada comercializada como peixe de aquário. Por se alimentar principalmente de caranguejos, convive bem em aquários com outros peixes, mesmo que sejam pequenos.

## Distribuição
É uma espécie encontrada frequentemente em regiões de recife de coral do nordeste brasileiro.

## Alimentação
Em seu habitat natural, é uma espécie carcinófaga, alimentando-se principalmente de caranguejos das famílias Portunidae, Xanthidae e Majidae.
No litoral de Pernambuco, foi observado o consumo de uma espécie invasora da família Portunidae, o siri-bidu (Charybdis hellerii), sinalizando seu potencial valor para controle populacional da mesma.
Utiliza variadas estratégias de caça, incluindo o uso de jatos de água para deslocar areia em volta de presas. Também pode usar a ponta da cauda para cavar e, com movimentos vigorosos, destruir o esconderijo dos caranguejos, que são abocanhados em seguida.
Ao perturbar o meio, torna também mais fácil a caça de peixes que a acompanham, em um tipo de associação denominado nuclear-seguidor. No nordeste brasileiro, uma gama de espécies já foi observada seguindo essa falsa-moreia, incluindo Cephalopholis fulva, Eucinostomus lefroyi, Halichoeres brasiliensis, Epinephelus adscensionis (garoupa-gato) e juvenis de Lutjanus alexandrei.

## Genética
O cariótipo da espécie indica a presença de 38 cromossomos em células diploides.